# Champagny-en-Vanoise
Champagny-en-Vanoise är en kommun i departementet Savoie i regionen Auvergne-Rhône-Alpes i sydöstra Frankrike. Kommunen ligger i kantonen Bozel som tillhör arrondissementet Albertville. År 2022 hade Champagny-en-Vanoise 545 invånare.

## Befolkningsutveckling
Antalet invånare i kommunen Champagny-en-Vanoise
| Referens: INSEE |